# ألبرتو فيستا
ألبرتو فيستا (بالبرتغالية: Alberto Festa‏) مواليد 21 يوليو 1939 في سانتو تريسو، البرتغال - 02 يناير 2024)، هو لاعب كرة قدم برتغالي سابق كان يلعب في مركز الدفاع. سبق له أن لعب في كأس العالم لكرة القدم مع منتخب بلاده. لعب خلال مسيرته 143 مباراة سجل خلالها 1 أهداف.

## المسيرة الاحترافية

### أندية لعب لها
- نادي بورتو

## روابط خارجية
- ألبرتو فيستا على موقع الاتحاد الدولي (مؤرشف)  (الإنجليزية)
- ألبرتو فيستا على موقع قاعدة بيانات كرة القدم.إي يو (الإنجليزية)
- ألبرتو فيستا على موقع ناشيونال فوتبول تيمز (الإنجليزية)
- ألبرتو فيستا على موقع Soccerway.com (الإنجليزية)
- ألبرتو فيستا على موقع عالم كرة القدم.نت (الإنجليزية)